# Limbang (bahagian)
Limbang (Bahagian Limbang) is een deelgebied (bahagian) van de deelstaat Sarawak op Borneo in Maleisië.
Het heeft een oppervlakte van 4358 km² en een inwonersaantal van circa 72.400 (2000).

## Bestuurlijke indeling
De bahagian Limbang is onderverdeeld in twee districten (daerah):
- Limbang
- Lawas

Betong · Bintulu · Kapit · Kuching · Limbang · Miri · Mukah · Samarahan · Sarikei · Sibu · Sri Aman